# Mike McCormack (Autor)

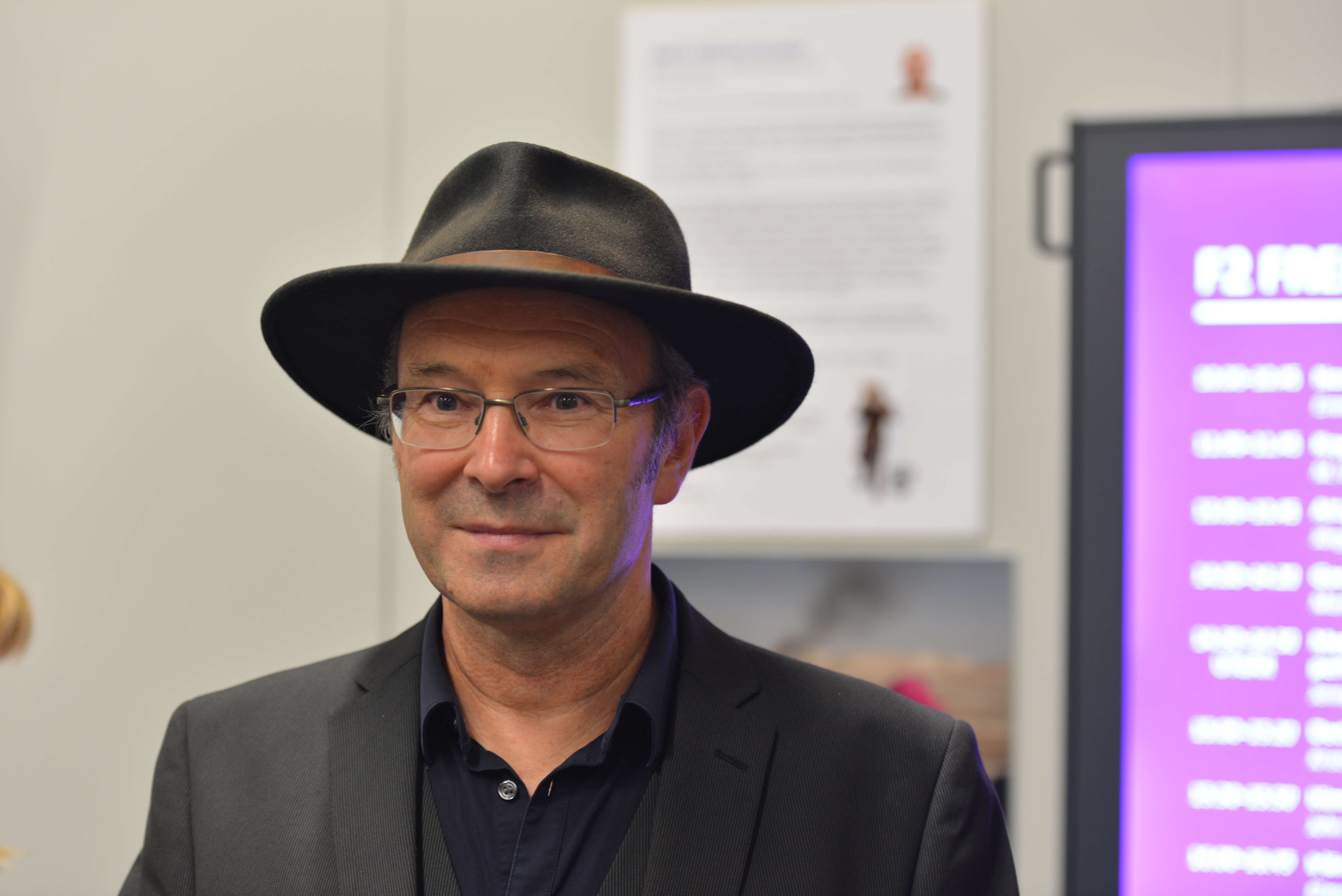
Mike McCormack (2017)

Mike McCormack (geboren 1965 in London) ist ein irischer Schriftsteller, der Kurzgeschichten und Romane verfasst. Bekannt wurde McCormack insbesondere durch seinen dritten Roman Solar Bones aus dem Jahr 2016, der aus einem einzigen Satz besteht und mit mehreren renommierten Preisen ausgezeichnet wurde.

## Leben
Mike McCormack wurde 1965 in London geboren, wuchs aber in Louisburgh im Co Mayo im Westen Irlands auf. Er schloss seine Ausbildung an der University of Ireland in Galway 1990 mit einem Diplom in Englischer Literatur und Philosophie ab. Seine erste Veröffentlichung war ein Band mit Kurzgeschichten (Getting It In the Head, 1996), dem mit Crowe’s Requiem 1998 sein erster Roman folgte. Bis 2018 erschienen zwei weitere Romane (Notes from a Coma und Solar Bones) sowie mit Forensic Songs ein zweiter Band Kurzgeschichten.
McCormack lebt in Galway und unterrichtet an der dortigen Universität. Er ist Mitglied von Aosdána.

## Auszeichnungen
- 1996: Rooney Prize for Irish Literature
- 2016: Goldsmiths Prize für Solar Bones
- 2016: Irish Book Award für Solar Bones
- 2018: International DUBLIN Literary Award für Solar Bones

## Werke
- Getting It In the Head. Kurzgeschichten. 1996
- Crowe’s Requiem. Roman. 1998
- Notes from a Coma. Roman. 2005
- Forensic Songs. Kurzgeschichten. 2012
- Solar Bones. Roman. Tramp Press, Dublin 2016, ISBN 978-0-9928170-9-1
  - dt.: Ein ungewöhnlicher Roman über einen gewöhnlichen Mann. Aus dem Englischen von Bernhard Robben. Steidl, Göttingen 2019, ISBN 978-3-95829-647-3.